# Philipp Spitta

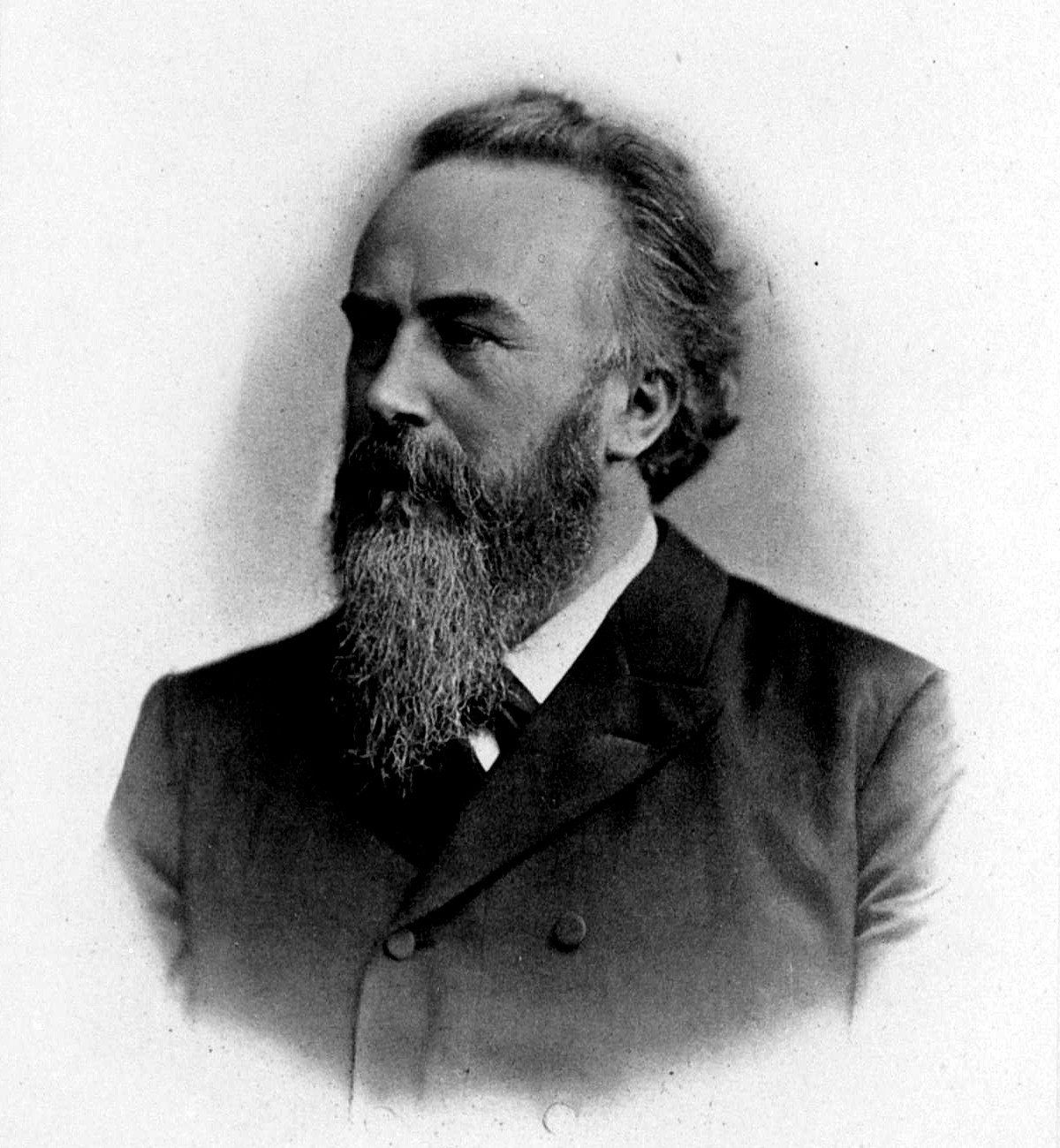
Philipp Spitta

(Juliust August) Philipp Spitta (Wechold bij Hilgermissen, sinds 2011 in de  Samtgemeinde Grafschaft Hoya, 27 december 1841 – Berlijn, 13 april 1894) was een Duits musicoloog. Hij was de broer van Friedrich Spitta (10 januari 1852 – 8 juni 1924), die een bekend protestants liturgist was, en de oom van Heinrich Spitta (19 maart 1902) die componist en muziekpedagoog was.
Phillipp Spitta studeerde in Göttingen en was sinds 1875 hoogleraar aan de universiteit in Berlijn. Ook in Berlijn doceerde hij aan de 'Hochschule für Musik'.
Spitta was vanwege diverse zaken van belang:
- Hij publiceerde een biografie van Johann Sebastian Bach in twee delen (in 1873 en 1880), die lange tijd als toonaangevend werd beschouwd.
- Hij deed veel onderzoek naar de muziek uit de 17e eeuw.
- Hij gaf de orgelwerken van Dietrich Buxtehude in twee delen uit (in 1875 en 1876).
- Hij gaf het volledige oeuvre van Heinrich Schütz in 16 delen uit (tussen 1885 en 1894).

Daarnaast schreef hij talrijke artikelen in vakbladen en hij stichtte in 1892 de Denkmäler der Tonkunst (DdT) in Oostenrijk en Duitsland.

## Edities verzorgd door Spitta
- Dietrich Buxtehude: Orgelwerke (Leipzig, 1876–1877)
- Heinrich Schütz: Sämtliche Werke (Leipzig, 1885–1894)
- Friedrichs des Grossen: Musikalische Werke (Leipzig, 1889)

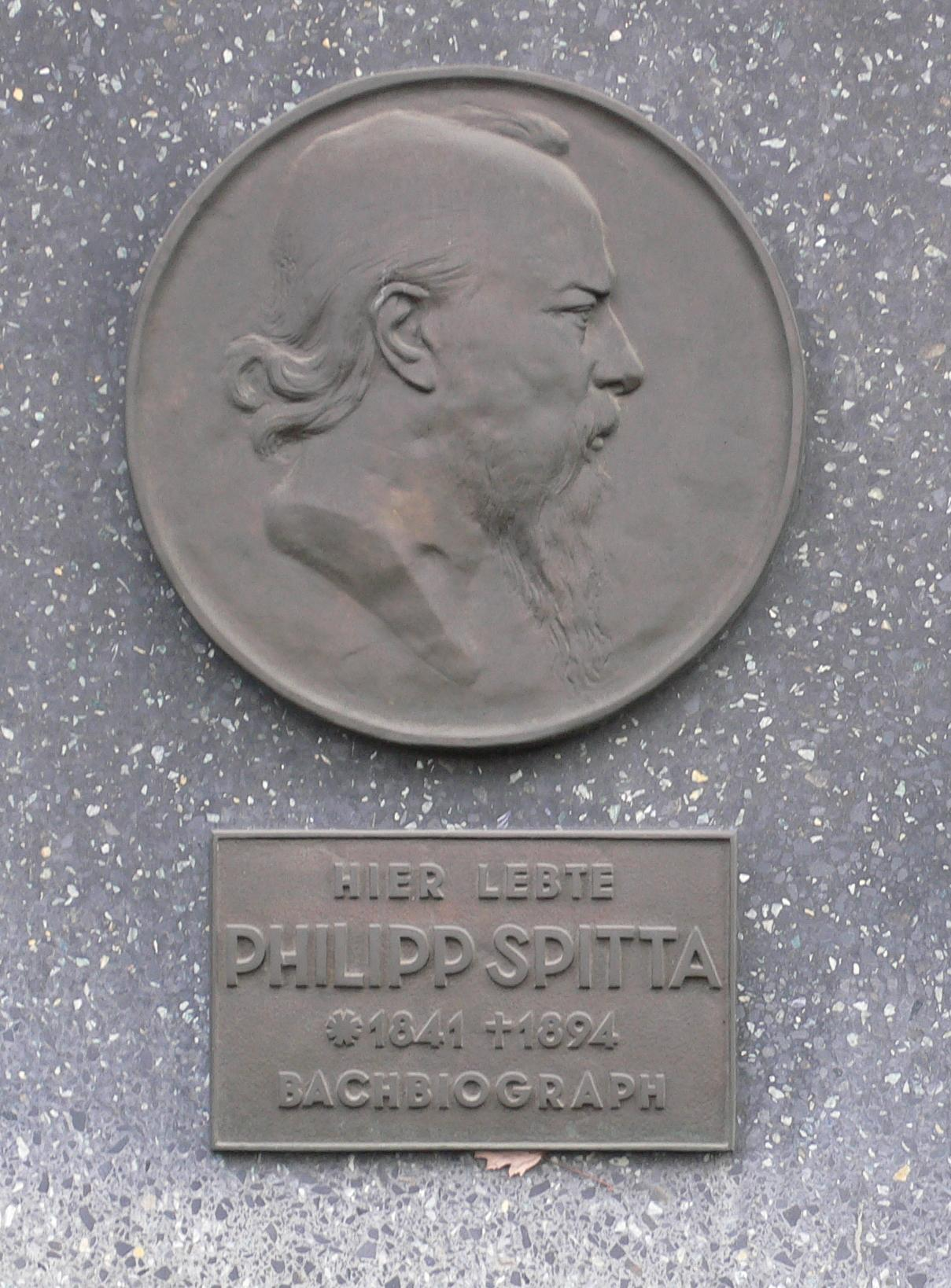
Plaquette in Berlijn Tiergarten van Spitta ter ere van diens Bachonderzoek

## Boeken van Spitta zelf
- Ein Lebensbild Robert Schumanns (Leipzig, 1862)
- Johann Sebastian Bach (Leipzig, 1873–1880, 1962; Engelse vertaling: 1884–1885, 1899)
- Zur Musik (Berlijn, 1892) - 16 essays
- Musikgeschichtliche Aufsätze (Berlin, 1894) - collectie van essays